# Río Conlara
Río Conlara är ett vattendrag i Argentina. Det ligger i den centrala delen av landet, 700 km väster om huvudstaden Buenos Aires.
Omgivningarna runt Río Conlara är i huvudsak ett öppet busklandskap. Runt Río Conlara är det glesbefolkat, med 11 invånare per kvadratkilometer.